# Associazione Sportiva Lodigiani 1996-1997
Questa pagina raccoglie le informazioni riguardanti l'Associazione Sportiva Lodigiani nelle competizioni ufficiali della stagione 1996-1997.

## Rosa
| N. |                   | Ruolo | Calciatore         |
| -- | ----------------- | ----- | ------------------ |
|    | Italia (bandiera) | A     | Carmelo Augliera   |
|    | Italia (bandiera) | C     | Stefano Bellè      |
|    | Italia (bandiera) | A     | Cristian Biancone  |
|    | Italia (bandiera) | P     | Paolo Bordoni      |
|    | Italia (bandiera) | A     | Giulio Canale      |
|    | Italia (bandiera) | C     | Alfredo Cardinale  |
|    | Italia (bandiera) | C     | Daniele Corona     |
|    | Italia (bandiera) | D     | Andrea Cupi        |
|    | Italia (bandiera) | C     | Fabio Di Fausto    |
|    | Italia (bandiera) | D     | Andrea Gennari     |
|    | Italia (bandiera) | C     | Giorgio Gorgone    |
|    | Italia (bandiera) | C     | Pino La Scala      |
|    | Italia (bandiera) | D     | Massimiliano Mammi |

| N. |                   | Ruolo | Calciatore           |
| -- | ----------------- | ----- | -------------------- |
|    | Italia (bandiera) | C     | Nicola Martini       |
|    | Italia (bandiera) | D     | Luca Miscoli         |
|    | Italia (bandiera) |       | Ognibene             |
|    | Italia (bandiera) |       | Stefano Palmieri     |
|    | Italia (bandiera) | D     | Aniello Parisi       |
|    | Italia (bandiera) | D     | Emilio Pellegrino    |
|    | Italia (bandiera) | D     | Alessandro Quattrini |
|    | Italia (bandiera) | A     | Emiliano Regaglini   |
|    | Italia (bandiera) | A     | Alessandro Sgrigna   |
|    | Italia (bandiera) | C     | Roberto Sorrentino   |
|    | Italia (bandiera) | A     | Roberto Stellone     |
|    | Italia (bandiera) | D     | Christian Terlizzi   |
|    | Italia (bandiera) | D     | Damiano Vitiello     |

## Risultati

### Campionato

#### Girone di andata
| 1º settembre 1996 1ª giornata | Lodigiani | 1 – 2 | Fermana |  |

| 8 settembre 1996 2ª giornata | Giulianova | 2 – 2 | Lodigiani |  |

| 14 settembre 1996 3ª giornata | Lodigiani | 1 – 2 | Ancona |  |

| 22 settembre 1996 4ª giornata | Casarano | 2 – 1 | Lodigiani |  |

| 29 settembre 1996 5ª giornata | Atletico Catania | 1 – 0 | Lodigiani |  |

| 5 ottobre 1996 6ª giornata | Lodigiani | 2 – 0 | Avellino |  |

| 20 ottobre 1996 7ª giornata | Avezzano | 1 – 1 | Lodigiani |  |

| 26 ottobre 1996 8ª giornata | Lodigiani | 0 – 2 | Fidelis Andria |  |

| 3 novembre 1996 9ª giornata | Trapani | 0 – 3 | Lodigiani |  |

| 9 novembre 1996 10ª giornata | Lodigiani | 0 – 0 | Acireale |  |

| 23 novembre 1996 11ª giornata | Lodigiani | 1 – 1 | Nocerina |  |

| 1º dicembre 1996 12ª giornata | Gualdo | 3 – 3 | Lodigiani |  |

| 7 dicembre 1996 13ª giornata | Lodigiani | 0 – 1 | Juve Stabia |  |

| 15 dicembre 1996 14ª giornata | Sora | 0 – 0 | Lodigiani |  |

| 21 dicembre 1996 15ª giornata | Lodigiani | 3 – 0 | Ascoli |  |

| 29 dicembre 1996 16ª giornata | Ischia Isolaverde | 1 – 0 | Lodigiani |  |

| 11 gennaio 1997 17ª giornata | Lodigiani | 5 – 1 | Savoia |  |

#### Girone di ritorno
| 19 gennaio 1997 18ª giornata | Fermana | 3 – 1 | Lodigiani |  |

| 25 gennaio 1997 19ª giornata | Lodigiani | 1 – 0 | Giulianova |  |

| 2 febbraio 1997 20ª giornata | Ancona | 1 – 0 | Lodigiani |  |

| 8 febbraio 1997 21ª giornata | Lodigiani | 2 – 0 | Casarano |  |

| 15 febbraio 1997 22ª giornata | Lodigiani | 0 – 1 | Atletico Catania |  |

| 23 febbraio 1997 23ª giornata | Avellino | 1 – 1 | Lodigiani |  |

| 1º marzo 1997 24ª giornata | Lodigiani | 2 – 0 | Avezzano |  |

| 9 marzo 1997 25ª giornata | Fidelis Andria | 2 – 0 | Lodigiani |  |

| 15 marzo 1997 26ª giornata | Lodigiani | 2 – 1 | Trapani |  |

| 29 marzo 1997 27ª giornata | Acireale | 0 – 1 | Lodigiani |  |

| 6 aprile 1997 28ª giornata | Nocerina | 5 – 0 | Lodigiani |  |

| 12 aprile 1997 29ª giornata | Lodigiani | 2 – 1 | Gualdo |  |

| 20 aprile 1997 30ª giornata | Juve Stabia | 0 – 0 | Lodigiani |  |

| 26 aprile 1997 31ª giornata | Lodigiani | 0 – 0 | Sora |  |

| 4 maggio 1997 32ª giornata | Ascoli | 2 – 2 | Lodigiani |  |

| 11 maggio 1997 33ª giornata | Lodigiani | 0 – 0 | Ischia Isolaverde |  |

| 18 maggio 1997 34ª giornata | Savoia | 1 – 1 | Lodigiani |  |